# Гібралтар 2014 (шаховий турнір)
Gibraltar Chess Festival 2014 — міжнародний щорічний шаховий турнір, 10 турів якого відбувалися з 27 січня по  6 лютого 2014 року в  Гібралтарі за швейцарською системою. На старт турніру вийшли 253 учасники. 
 Переможцем турніру серед чоловіків став болгарин Іван Чепарінов, серед жінок українка Марія Музичук.

## Регламент турніру

### Розклад змагань
- Ігрові дні: 28 січня  —  6 лютого

Початок партій 1-9 тур в 16-00, 10 тур в 12-00  — час Київський.

### Контроль часу
- 100 хвилин на 40 ходів, 50 хвилин на 20 наступних ходів, 15 хвилин до закінчення партії та додатково 30 секунд на  хід починаючи з першого.

### Призовий фонд
Загальний призовий фонд  турніру становить - 141 000 £, зокрема:
| Місце | Загальний залік | Жіночий залік |
| ----- | --------------- | ------------- |
| 1     | 20 000 £        | 15 000 £      |
| 2     | 14 000 £        | 10 000 £      |
| 3     | 12 000 £        | 5 000 £       |
| 4     | 10 000 £        | 3 500 £       |
| 5     | 6 000 £         | 2 500 £       |
| 6     | 4 000 £         | 2 000 £       |
| 7     | 3 000 £         | 1 500 £       |
| 8     | 2 500 £         | 1 000 £       |
| 9     | 2 000 £         | 600 £         |
| 10    | 1 000 £         | 400 £         |
| 11    | 1 000 £         |               |
| 12    | 1 000 £         |               |

Призові за найкращий турнірний перфоменс відповідно до рейтингу
| Рейтинг ЕЛО | 1 місце | 2 місце |
| ----------- | ------- | ------- |
| 2550-2649   | 3 000 £ | 2 000 £ |
| 2450-2549   | 2 000 £ | 1 000 £ |
| 2350-2449   | 2 000 £ | 1 000 £ |
| 2250-2349   | 2 000 £ | 1 000 £ |
| 2150-2249   | 2 000 £ | 1 000 £ |
| 2050-2149   | 2 000 £ | 1 000 £ |
| до 2050     | 2 000 £ | 1 000 £ |

## Учасники— фаворити турніру
| - Майкл Адамс ( Англія, 2754) — 13 - Максим Ваш'є-Лаграв ( Франція, 2745) — 15 - Василь Іванчук ( Україна, 2739) — 16 - Микита Вітюгов ( Росія, 2737) — 18 - Павло Ельянов ( Україна, 2733) — 21 - Євген Томашевський ( Росія, 2715) — 33 - Гата Камський ( США, 2709) — 39 - Франсіско Вальєхо Понс ( Іспанія, 2707) — 43 - Пентала Харікрішна ( Індія, 2706) — 45 - Давид Навара ( Чехія, 2702) — 49 - Анна Музичук ( Словенія, 2566) — 356 (5 в жіночому рейтингу) - Марія Музичук ( Україна, 2503) — 746 (15 в жіночому рейтингу) - Наталя Жукова ( Україна, 2503) — 1311 (37 в жіночому рейтингу) |

жирним  —  місце в рейтингу станом на січень 2014 року

## Рух за турами (українські шахісти)
| 1 тур 28.01.2014 | 1 тур 28.01.2014 | 1 тур 28.01.2014 | 1 тур 28.01.2014 | 1 тур 28.01.2014 |
| ---------------- | ---------------- | ---------------- | ---------------- | ---------------- |
| Ледерман         | 0                | 0:1              | 0                | Іванчук          |
| Гухват           | 0                | 0:1              | 0                | Ельянов          |
| Джейсон          | 0                | 0:1              | 0                | М.Музичук        |
| Кенні            | 0                | 0:1              | 0                | Жукова           |
| Г.Музичук        | 0                | 1:0              | 0                | Урбіна Перес     |
| 4 тур 31.01.2014 |                  |                  |                  |                  |
| Іванчук          | 2½               | 1:0              | 2½               | Фієр             |
| Ельянов          | 2½               | ½:½              | 2½               | Мазе             |
| М.Музичук        | 2                | 1:0              | 2                | Веллінг          |
| Жукова           | 2                | ½:½              | 2                | Гухват           |
| Цейтлін          | 2                | 1:0              | 2                | Г.Музичук        |
| 7 тур 3.02.2014  |                  |                  |                  |                  |
| Адамс            | 5                | ½:½              | 5½'              | Іванчук          |
| Ельянов          | 4                | ½:               |                  | без пари         |
| Бен Артзі        | 3½               | 0:1              | 3½               | М.Музичук        |
| Чжао Сюе         | 4                | 1:0              | 4                | Жукова           |
| Г.Музичук        | 3                | ½:               |                  | без пари         |
| 10 тур 6.02.2014 |                  |                  |                  |                  |
| Іванчук          | 7½               | ½:½              | 7                | Вашьє-Лаграв     |
| Погоніна         | 5½               | 0:1              | 5½               | Ельянов          |
| М.Музичук        | 6½               | ½:½              | 6½               | Агдестейн        |
| Лендерман        | 6                | 0:1              | 6                | Жукова           |
| Г.Музичук        | 5                | ½:½              | 5                | Абдумалік        |

| 2 тур 29.01.2014       | 2 тур 29.01.2014 | 2 тур 29.01.2014 | 2 тур 29.01.2014 | 2 тур 29.01.2014 |
| ---------------------- | ---------------- | ---------------- | ---------------- | ---------------- |
| Іванчук                | 1                | ½:½              | 1                | Ларіно           |
| Ельянов                | 1                | ½:½              | 1                | Петц             |
| М.Музичук              | 1                | 1:0              | 1                | Фукс             |
| Жукова                 | 1                | 0:1              | 1                | Навара           |
| Бельон Лопес           | 1                | ½:½              | 1                | Г.Музичук        |
| 5 тур 1.02.2014        |                  |                  |                  |                  |
| Мовсесян               | 3½               | 0:1              | 3½               | Іванчук          |
| Сюй Цзюнь              | 3                | ½:½              | 3                | Ельянов          |
| Томашевський           | 3                | ½:½              | 3                | М.Музичук        |
| Duane Rowe             | 2½               | 0:1              | 2½               | Жукова           |
| Г.Музичук              | 2                | ½:½              | 2                | Мартінез         |
| 8 тур 4.02.2014        |                  |                  |                  |                  |
| Іванчук                | 6                | 1:0              | 6                | Суря Гангули     |
| Х.Тхань Чанг           | 4½               | 1:0              | 4½               | Ельянов          |
| М.Музичук              | 4½               | 1:0              | 4½               | Сутовський       |
| Жукова                 | 4                | 1:0              | 4                | Чепмен           |
| Г.Музичук              | 3½               | 1:0              | 4                | Авів Бар         |
| Тай-брейк (1/2 фіналу) |                  |                  |                  |                  |
| Іванчук                |                  | 1:3              |                  | Вітюгов          |
|                        |                  | :                |                  |                  |
|                        |                  | :                |                  |                  |
|                        |                  | :                |                  |                  |
|                        |                  | :                |                  |                  |

| 3 тур 30.01.2014  | 3 тур 30.01.2014 | 3 тур 30.01.2014 | 3 тур 30.01.2014 | 3 тур 30.01.2014 |
| ----------------- | ---------------- | ---------------- | ---------------- | ---------------- |
| Погоніна          | 1½               | 0:1              | 1½               | Іванчук          |
| Ашвін             | 1½               | 0:1              | 1½               | Ельянов          |
| Лі Чао            | 2                | 1:0              | 2                | М.Музичук        |
| Томас             | 1                | 0:1              | 1                | Н.Жукова         |
| Г.Музичук         | 1½               | ½:½              | 1½               | Kaczmarczyk      |
| 6 тур 2.02.2014   |                  |                  |                  |                  |
| Іванчук           | 4½               | 1:0              | 4½               | Лі Чао           |
| Ельянов           | 3½               | ½:½              | 3½               | Погоніна         |
| М.Музичук         | 3½               | 0:1              | 3½               | Едуар            |
| Н.Жукова          | 3½               | ½:½              | 3½               | Сальгадо         |
| Майсурадзе        | 2½               | ½:½              | 2½               | Г.Музичук        |
| 9 тур 5.02.2014   |                  |                  |                  |                  |
| Камський          | 6½               | ½:½              | 7                | Іванчук          |
| Ельянов           | 4½               | 1:0              | 4½               | Герузель         |
| Сандіпан          | 5½               | 0:1              | 5½               | М.Музичук        |
| Н.Жукова          | 5                | 1:0              | 5                | ван Кампен       |
| Веммерс           | 4½               | ½:½              | 4½               | Г.Музичук        |
| Тай-брейк (фінал) |                  |                  |                  |                  |
| Чепарінов         |                  | 1½:½             |                  | Вітюгов          |
|                   |                  | :                |                  |                  |
|                   |                  | :                |                  |                  |
|                   |                  | :                |                  |                  |
|                   |                  | :                |                  |                  |

## Турнірна таблиця
Підсумкова таблиця турніру (не враховуючи тай-брейку) 
| Місце | Шахіст              | Країна    | Рейтинг |  | + | = | − | Очки | TB1  | Перфоменс | +/-    |
| ----- | ------------------- | --------- | ------- |  | - | - | - | ---- | ---- | --------- | ------ |
| 1     | Василь Іванчук      | Україна   | 2739    |  | 6 | 4 | 0 | 8    | 2846 | 2837      | + 13,9 |
| 2     | Микита Вітюгов      | Росія     | 2737    |  | 6 | 4 | 0 | 8    | 2832 | 2825      | +10,2  |
| 3     | Іван Чепарінов      | Болгарія  | 2672    |  | 6 | 4 | 0 | 8    | 2742 | 2737      | + 8,8  |
| 4     | Максим Ваш'є-Лаграв | Франція   | 2745    |  | 5 | 5 | 0 | 7½   | 2807 | 2798      | + 8,8  |
| 5     | Максим Родштейн     | Ізраїль   | 2682    |  | 5 | 5 | 0 | 7½   | 2780 | 2776      | + 13,7 |
| 6     | Лі Чао              | КНР       | 2680    |  | 6 | 3 | 1 | 7½   | 2735 | 2731      | + 8,3  |
| 7     | Башкаран Адгібан    | Індія     | 2590    |  | 6 | 3 | 1 | 7½   | 2720 | 2720      | + 18,0 |
| 8     | Олексій Дрєєв       | Росія     | 2673    |  | 5 | 5 | 0 | 7½   | 2712 | 2709      | + 6,1  |
| 9     | Моххамед Аль-Саєд   | Катар     | 2476    |  | 7 | 1 | 2 | 7½   | 2672 | 2669      | + 26,2 |
| 10    | Майкл Адамс         | Англія    | 2754    |  | 4 | 6 | 0 | 7    | 2717 | 2710      | - 3.1  |
| 11    | Ріхард Раппорт      | Угорщина  | 2691    |  | 5 | 4 | 1 | 7    | 2709 | 2705      | + 3,9  |
| 12    | Пентала Харікрішна  | Індія     | 2706    |  | 5 | 4 | 1 | 7    | 2705 | 2702      | + 1,2  |
| 13    | Гата Камський       | США       | 2709    |  | 5 | 4 | 1 | 7    | 2693 | 2691      | - 0,3  |
| 14    | Ерік Хансен         | Канада    | 2559    |  | 4 | 6 | 0 | 7    | 2679 | 2679      | + 18.2 |
| 15    | Ромен Едуар         | Франція   | 2658    |  | 5 | 4 | 1 | 7    | 2676 | 2672      | + 4,1  |
| 16    | Давид Навара        | Чехія     | 2702    |  | 5 | 4 | 1 | 7    | 2672 | 2667      | - 2,3  |
| 17    | Євген Томашевський  | Росія     | 2715    |  | 4 | 6 | 0 | 7    | 2668 | 2666      | - 4,4  |
| 18    | Сергій Мовсесян     | Вірменія  | 2677    |  | 5 | 4 | 1 | 7    | 2668 | 2665      | - 0,7  |
| 19    | Марія Музичук       | Україна   | 2503    |  | 6 | 2 | 2 | 7    | 2654 | 2654      | + 21,4 |
| 20    | Вей І               | КНР       | 2607    |  | 6 | 2 | 2 | 7    | 2650 | 2650      | + 7,2  |
| 21    | Іван Сальгадо Лопес | Іспанія   | 2597    |  | 5 | 4 | 1 | 7    | 2642 | 2642      | + 7,5  |
| 22    | Сімен Агдестейн     | Норвегія  | 2627    |  | 5 | 4 | 1 | 7    | 2616 | 2615      | - 0,2  |
| 23    | Салех Салем         | ОАЕ       | 2564    |  | 6 | 2 | 2 | 7    | 2596 | 2596      | + 5,7  |
| 24    | Томас Генріх        | Німеччина | 2477    |  | 7 | 0 | 3 | 7    | 2569 | 2569      | + 14,1 |
| 25    | Чжао Сюе            | КНР       | 2567    |  | 6 | 2 | 2 | 7    | 2566 | 2561      | + 2,5  |
| 26    | Наталя Жукова       | Україна   | 2449    |  | 6 | 2 | 2 | 7    | 2558 | 2553      | + 15,9 |
| …     |                     |           |         |  |   |   |   |      |      |           |        |
| 32    | Павло Ельянов       | Україна   | 2733    |  | 4 | 5 | 1 | 6½   | 2598 | 2591      | - 13,2 |
| 99    | Анна Музичук        | Україна   | 2566    |  | 2 | 7 | 1 | 5½   | 2342 | 2340      | - 23,4 |

становище шахістів після 9 туру на chess-results.com 
- 1 місце — 7½ очок  — Василь Іванчук;
- 2-8 місця — по 7 очок;
- 9-22 місця  — по 6,5 очок (в тому числі Марія Музичук);
- 23-44 місця  — по 6 очок (в тому числі Наталя Жукова);
- 45-74 місця  — по 5,5 очок (в тому числі Павло Ельянов);
- 75-110 місця  — по 5 очок (в тому числі Анна Музичук);
- 111-140 місця  — по 4,5 очка;

становище шахістів після 8 туру на chess-results.com 
- 1 місце — 7 очок  — Василь Іванчук;
- 2-3 місця — по 6,5 очок — Гата Камський та Річард Раппорт;
- 4-21 місця  — по 6 очок (в тому числі Максим Ваш'є-Лаграв, Майкл Адамс, Микита Вітюгов);
- 22-40 місця  — по 5,5 очок (в тому числі Марія Музичук);
- 41-72 місця  — по 5 очок (в тому числі Наталя Жукова);
- 73-108 місця  — по 4,5 очка (в тому числі Павло Ельянов та Анна Музичук);
- 109-149 місця  — по 4 очки;

становище шахістів після 7 туру на chess-results.com 
- 1-2 місця — по 6 очок — Василь Іванчук та Шехар Суря Гангули;
- 3-15 місця  — по 5,5 очок;
- 16-36 місця  — по 5 очок;
- 37-69 місця  — по 4,5 очка (в тому числі Павло Ельянов та Марія Музичук);
- 70-111 місця  — по 4 очки (в тому числі Наталя Жукова)
- 112-148 місця  — по 3,5 очка (в тому числі Анна Музичук);
- 149-184 місця  — по 3 очки;

становище шахістів після 6 туру на chess-results.com 
- 1 місце  — 5,5 очок  — Василь Іванчук;
- 2-13 місця  — по 5 очок;
- 14-26 місця  — по 4,5 очка;
- 27-73 місця  — по 4 очки (в тому числі Павло Ельянов, Наталя Жукова)
- 74-103 місця  — по 3,5 очка (в тому числі Марія Музичук);
- 104-149 місця  — по 3 очки (в тому числі Анна Музичук);
- 150-191 місця  — по 2,5 очка.

становище шахістів після 5 туру на chess-results.com 
- 1-8 місця  — по 4,5 очка (в тому числі Василь Іванчук);
- 9-26 місця  — по 4 очки;
- 27-55 місця  — по 3,5 очка (в тому числі Павло Ельянов, Марія Музичук та Наталя Жукова);
- 56-111 місця  — по 3 очки;
- 112-148 місця  — по 2,5 очка  (в тому числі Анна Музичук);
- 149-199 місця  — по 2 очки.

становище шахістів після 4 туру на chess-results.com 
- 1-3 місця  — по 4 очки (Максим Родштейн (Ізраїль), Лі Чао (Китай), Сандро Мареко (Аргентина));
- 4-14 місця  — по 3,5 очка (в тому числі Василь Іванчук);
- 15-58 місця  — по 3 очки (в тому числі Павло Ельянов, Марія Музичук);
- 59-105 місця  — по 2,5 очка (в тому числі Наталя Жукова);
- 106-157 місця  — по 2 очки (в тому числі Анна Музичук);
- 158-196 місця  — по 1,5 очка.

становище шахістів після 3 туру на chess-results.com 
- 1-10 місця  — по 3 очки;
- 11-48 місця  — по 2,5 очка (в тому числі Василь Іванчук, Павло Ельянов);
- 49-98 місця  — по 2 очки (в тому числі Марія Музичук, Анна Музичук та Наталя Жукова);
- 99-157 місця  — по 1,5 очка;
- 158-216 місця  — по 1 очку;
- 217-231 місця  — по 0,5 очка;
- 232-253 місця  — 0 очок.

становище шахістів після 2 туру на chess-results.com 
- 1-36 місця  — по 2 очки (в тому числі Марія Музичук);
- 37-75 місця  — по 1,5 очка (в тому числі Василь Іванчук, Павло Ельянов та Анна Музичук);
- 76-176 місця  — по 1 очку (в тому числі Наталя Жукова);
- 177-200 місця  — по 0,5 очка;
- 201-253 місця  — 0 очок.

## Визначення переможців та призерів турніру
Згідно регламенту турніру у разі поділу першого місця трьома учасниками  передбачалась не дуже зрозуміла  процедура визначення переможця. Спочатку визначався щасливчик, який прямо потрапляв у фінал тай-брейка, в той час як двоє інших шахістів повинні були зіграти «відбірковий» матч. При цьому, в процесі жеребкування, не брали до уваги звичні додаткові показники відповідно до підсумкової таблиці (див.вище), а просто використувався сліпий жереб. Фортуна виявилася прихильною до Чепарінова.
Дві партії в швидкі шахи (рапід) Іванчук та Вітюгов зіграли внічию, в бліц Вітюгов виявився сильнішим в обох партіях.
Фінальний поєдинок тай-брейку закінчився перемогою Чепарінова з рахунком 1½ на ½.
Переможницею серед жінок стала Марія Музичук, яка за додатковими показниками випередила Чжао Сюе та Наталю Жукову.
Розподіл призових для переможців та призерів наступний:
| Місце | Шахіст         | Призові  |
| ----- | -------------- | -------- |
| 1     | Іван Чепарінов | 20 000 £ |
| 2     | Микита Вітюгов | 13 000 £ |
| 3     | Василь Іванчук | 13 000 £ |

| Місце | Шахіст        | Призові  |
| ----- | ------------- | -------- |
| 1     | Марія Музичук | 15 000 £ |
| 2     | Чжао Сюе      | 7 500 £  |
| 3     | Наталя Жукова | 7 500 £  |